# Fiat Punto
Fiat Punto je mali gradski automobil koji se proizvodi od 1993., a njegova aktualna generacija je dostupna u hatchback izvedbama s troja ili petora vrata.

## Prva generacija
Punto prve generacije predstavljen je u rujnu 1993., a u prodaji se pojavio početkom 1994. kao zamjena za model Uno. Ta generacija Punta bila je dostupna i u kabrioletskoj izvedbi, a osvojila je i titulu europskog automobila godine za 1995.

### Motori
| benzinski: - 1.1 8V, 40 kW (55 KS) - 1.2 8V, 44 kW (60 KS) - 1.2 8V, 54 kW (73 KS) - 1.2 16V, 63 kW (85 KS) - 1.4 8V (Turbo), 98 kW (133 KS) - 1.6 8V, 65 kW (88 KS) | Dieselov: - 1.7 TD, 44 kW (60 KS) - 1.7 TD, 52 kW (70 KS) |

## Druga generacija
Druga generacija u prodaju je ušla 1999., i proizvodila se do 2011., a njezin je dizajn laganije izmijenjen 2003. Nakon kupovine kompanije Zastava u Srbiji Fiat je 2009. godine počeo proizvoditi Punto u Kragujevcu. Prvobitni proizvodni problemi  su bili riješeni do lipnja 2009 kada tvornica počinje planiranu proizvodnju benzinske verzije automobila Fiat Punto Classic, a u srpnju će početi proizvodnja i dizelske vezije . 

### Motori
| benzinski - 1.2 NaturalPower, 44 kW (60 PS) (2002–2007) - 1.2 8V, 44 kW (60 PS) (1999–2010) - 1.2 16V, 59 kW (80 PS) (1999–2005) - 1.4 16V, 70 kW (95 PS) (2003–2005) - 1.8 16V, 96 kW (131 PS) (1999–2005) | Dieselov - 1.3 JTD Multijet, 51 kW (70 PS) (2003–2007) - 1.9 D, 44 kW (60 PS) (1999–2003) - 1.9 JTD, 59 kW (80 PS) (1999–2002) - 1.9 JTD 85, 63 kW (85 PS) (2002–2003) - 1.9 JTD Multijet, 74 kW (100 PS) (2003–2005) |

## Treća generacija
2005. je predstavljena potpuno nova treća generacija koja se naziva Grande Punto.

### Motori
| benzinski - 1.2 8V, 48 kW (65 KS) - 1.4 8V, 57 kW (77 KS) - 1.4 16V, 70 kW (95 KS) - 1.4 16V T-JET, 88 kW (120 KS) - 1.4 16V,T-JET Abarth 114 kW (155 KS) (2008-) - 1.4 16V, T-JET Abarth "Essesse" 132 kW (180 KS) (2008-) | Dieselov - 1.3 JTD 16V, 55 kW (75 KS) - 1.3 JTD 16V, 66 kW (90 KS) - 1.6 JTD 16V, 88 kW (120 KS) (2009-) - 1.9 JTD 8V, 88 kW (120 KS) (2005-2009) - 1.9 JTD 8V, 96 kW (130 KS) (2005-2009) |

## Vanjske poveznice
- Fiat Hrvatska